# 磁

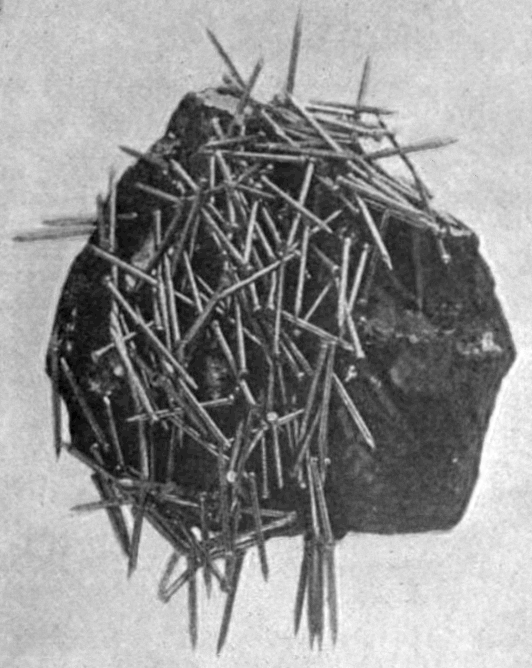
磁石會吸引鐵釘的性质称为磁性。

磁是一种物理现象；磁学（magnetics）是研究磁现象的一个物理学分支；磁性（magnetic property，magnetism）在广义上，是物质和磁场相互作用的性质；磁性在狭义上，则是针对物質本身響應磁場作用的磁学性质。物质的磁性决定于自身原子磁矩的大小及排列方向。
磁性表现在順磁性物質或铁磁性物質（如铁钉）會趨向於朝著磁場較強的區域移動，即被磁場吸引；反磁性物質則會趨向於朝著磁場較弱的區域移動，即被磁場排斥；還有一些物質（如自旋玻璃、反鐵磁性等）會與磁場有更複雜的關係。
依照溫度、壓力等參數的不同，物質會顯示出不同的磁性。表现出磁性的物质通称为磁体，原来不具有磁性的物质获得磁性的过程称为磁化，反之称为退磁。磁鐵本身會產生磁場，但本质上磁场是由电荷运动產生，如磁铁内部未配對电子的自旋，会产生磁场，当这些磁场的方向一致时，宏观上就表现为磁性。

## 歷史

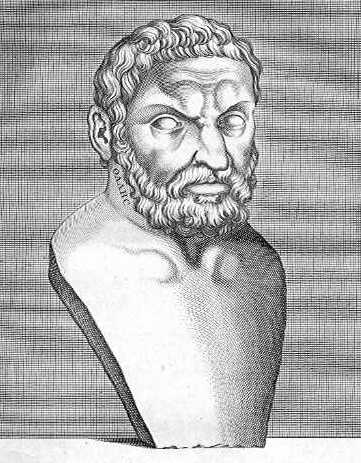
泰勒斯

公元前六世紀希臘哲學家泰勒斯是最早描述磁石的磁性的幾位學者之一。古希臘人認為，泰勒斯最先發現磁石吸引鐵物質與其它磁石的性質。磁的英文術語傳說是因最早在希臘發現磁石的地方麥格尼西亞（Magnesia）而命名。
在中國，磁性最早出現於公元前4世紀編寫的書《鬼谷子》：「其察言也，不失若磁石之取鍼，舌之取燔骨」。察析這人的言詞話語，就好像用磁石吸取鐵針，又好像用舌尖探取炙肉中的骨頭，絕對不能有所差失。公元一世紀，即東汉時期，王充在《論衡》中記載：「頓牟掇芥，磁石引針」，頓牟即琥珀，摩擦後的琥珀能吸引草芥，而磁石能吸引鐵針。

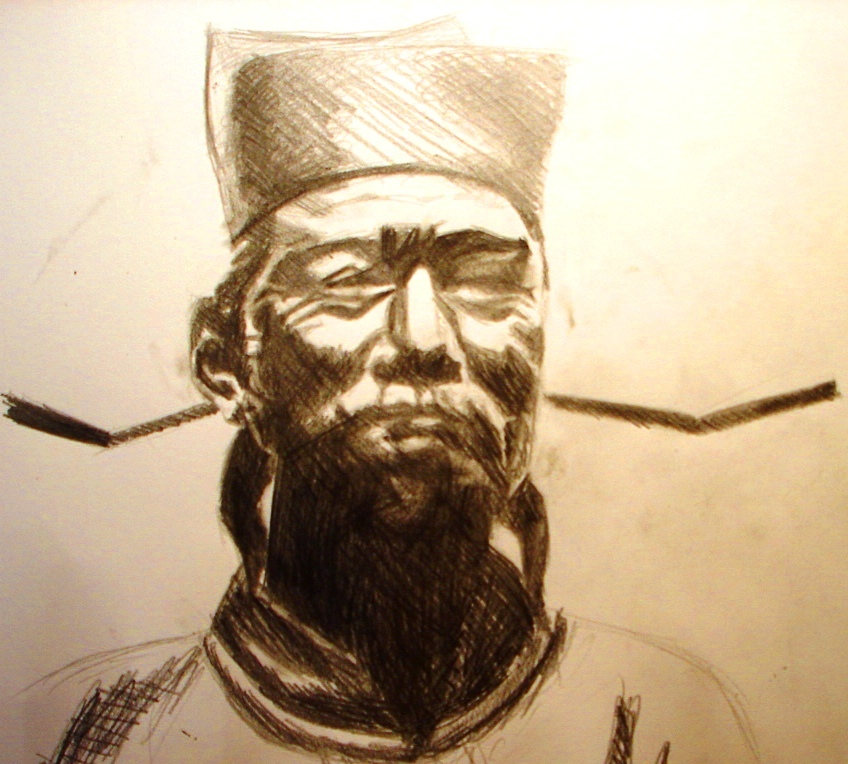
沈括

公元1086-1093年，北宋科學家沈括在《夢溪筆談》裏描述了指南針的製作與使用方法。由於這方法引入了天文學的真北的概念，航行的準確度得以大大改善。
公元1119年，北宋朱彧在《萍洲可谈》裏記述：「舟师识地理，夜则观星，昼则观日，阴晦观指南针」。這是航海史最早的關於使用指南針航海的紀錄。
美國天文學者約翰·卡森（John Carlson）在中美洲奧爾梅克文明發現的赤鐵礦古物，卡森認為，早於公元前1000年，奧爾梅克人有可能已經發明與使用地磁磁石羅盤。假若這建議為正確，這比中國的類似發現早了1,000年以上。卡森推測奧爾梅克可能使用這類古物於占星或推卜用途，或找到寺廟、住家或墳墓的取向。
在歐洲，1187年，亞歷山大·內侃最先寫出羅盤的製作與導航用途。1269年，法國學者皮埃·德馬立克寫成《磁石書》（Epistola de magnete）。這是第一本尚存的描述磁石性質的著作。德馬立克仔細標明了鐵針在塊型磁石附近各個位置的取向，從這些記號，又描繪出很多條磁場線。他發現這些磁場線相會於磁石的相反兩端位置，就好像地球的經線相會於南極與北極。因此，他稱這兩位置為「磁極」。1282年，葉門物理學者阿-亞希拉論述磁石與乾羅盤的性質。
1600年，英國醫生威廉·吉爾伯特發表了著作《論磁石》（De Magnete）。在這篇著作裏，他設計出一種模型，稱為「小地球」。他用這模型來描述他的種種實驗。從這些實驗，他推論地球具有磁性，因此，指南針的磁北極會指向北方（在此之前，很多學者認為是北極星或位於北極的一個巨大磁島吸引著磁北極）。
1820年，由於哥本哈根大學物理教授漢斯·奧斯特的貢獻，物理學者開始瞭解電與磁之間的關係。奧斯特發現載流導線的電流會施加作用力於磁針，使磁針偏轉指向。這跨時代的實驗知名為「奧斯特實驗」。稍後，在這新聞抵達法國科學院僅僅一周之後，安德烈-瑪麗·安培成功地做實驗顯示，假若所載電流的流向相同，則兩條平行的載流導線會互相吸引；否則，假若流向相反，則會互相排斥。緊接著，法國物理學家讓-巴蒂斯特·必歐和菲利克斯·沙伐於10月共同發表了必歐-沙伐定律；這定律能夠正確地計算出在載流導線四周的磁場。
1825年，安培又發表了安培定律。這定律也能夠描述載流導線產生的磁場。更重要的，這定律幫助建立整個電磁理論的基礎。於1831年，麥可·法拉第發現，時變磁場會生成電場。這實驗結果展示出電與磁之間更密切的關係。他又發明了发电机和电动机。
從1861年到1865之間，詹姆斯·馬克士威將先前這些雜亂無章的方程式加以整合，給出了馬克士威方程組。至此，馬克士威統一了電學、磁學、光學理論。
1888年，美國機械工程師奥柏林·史密斯於雜誌《電世界》（Electric World）上發表文章，首次闡述了磁性記錄儀器。不久之後，於1898年，第一個磁性記錄儀器真正誕生——這是現代硬碟和其他種磁存儲技術的鼻祖。
1895年，皮埃爾·居里在他的博士論文裡發表了關於磁性物質的研究。他發現了溫度對於順磁性的效應，今稱為居里定律。他又發現鐵磁性物質的相變會顯示出臨界溫度，即鐵磁性物質失去其鐵磁性的溫度，今稱為居里溫度。
1905年，阿爾伯特·愛因斯坦在他的論文裡表明，電場和磁場是處於不同參考系的觀察者所觀察到的同樣現象。詳盡細節，請參閱條目移動中的磁鐵與導體問題。
从20世纪至今，磁存储技术迅速发展，巨磁阻现象和垂直写入技术仍是目前磁学领域的最尖端课题。

## 磁源
追根究柢，磁有兩種源頭：
1. 電流是一群移動的電荷。電流或移動的電荷，會在周圍產生磁場。
2. 很多種粒子具有內秉的磁矩──自旋磁矩。這些磁矩，會在四週產生磁場。

對於磁性物質，磁極化的主要源頭是以原子核為中心的電子軌域運動，和電子的內秉磁矩（請參閱條目電子磁偶極矩）。與這些源頭相比，核子的核子磁矩顯得很微弱，強度是電子磁矩的幾千分之一。當做一般運算時，可以忽略核子磁矩。但是，核子磁矩在某些領域很有用途，例如，核磁共振、核磁共振成像。
通常而言，在物質內部超多數量的電子，它們各自的磁矩（軌域磁矩和內禀磁矩）會互相抵銷。這是因為兩種機制：一種機制是遵守包立不相容原理的後果，匹配成對的電子都具有彼此方向相反的內秉磁矩；另一種機制是電子趨向於填滿次殼層，達成淨軌域運動為零。對於這兩種機制，電子排列會使得每一個電子的磁矩被完全抵銷。當然，不是每一種物質都具有這麼理想的屬性，但甚至當電子組態仍有尚未配對的電子或尚未填滿的次殼層，通常，在物質內部的各個電子，會貢獻出隨機方向的磁矩，結果是這些物質不具有磁性。
但是，有時候，或許是自發性效應，或許是由於外磁場的施加，物質內的電子磁矩會整齊地排列起來。由於這動作，很可能會造成強烈的淨磁矩與淨磁場。
由於前面表述的原因，物質的磁行為與其結構有關，特別是其電子組態。在高溫狀況，隨機的熱運動會使得電子磁矩的整齊排列更加困難。

## 磁学
磁学和电学有着直接的联系，合并称为电磁学。电磁学是研究電与磁彼此之間相互關係的一門學科。静磁学是电磁学的一个分支，研究稳定磁場下的性质。微磁學是研究介觀尺度下鐵磁體的磁化過程。磁化学是研究化學物質與電磁场的關係。
| 磁学量名称 | SI符号和单位 | SI符号和单位 | SI符号和单位 | CGS符号和单位 | CGS符号和单位 | CGS符号和单位 | 单位换算           |
| ---------- | ------------ | ------------ | ------------ | ------------- | ------------- | ------------- | ------------------ |
| 磁通量     | Φ            | 韦伯         | Wb           | Φ             | 麦克斯韦      | Mx            | 1Mx=10−8 Wb        |
| 磁感应强度 | B            | 特斯拉       | T            | B             | 高斯          | Gs            | 1Gs=10−4 T         |
| 磁场强度   | H            | 安/米        | A/m          | H             | 奥斯特        | Oe            | 1Oe=103/4π A/m     |
| 磁化强度   | M            | 安/米        | A/m          | M             | 高斯          | Gs            | 1Gs=103 A/m        |
| 磁极化强度 | J            | 特斯拉       | T            | 4πM           | 高斯          | Gs            | 1Gs=10−4 T         |
| 磁能积     | BH           | 焦/米3       | J/m3         | BH            | 高•奥         | GOe           | 1MGOe=102/4π kJ/m3 |
| 真空磁导率 | μ0           | 4π•10−7H/m   | 4π•10−7H/m   | -             | 1             | 1             | -                  |

## 物質的磁性

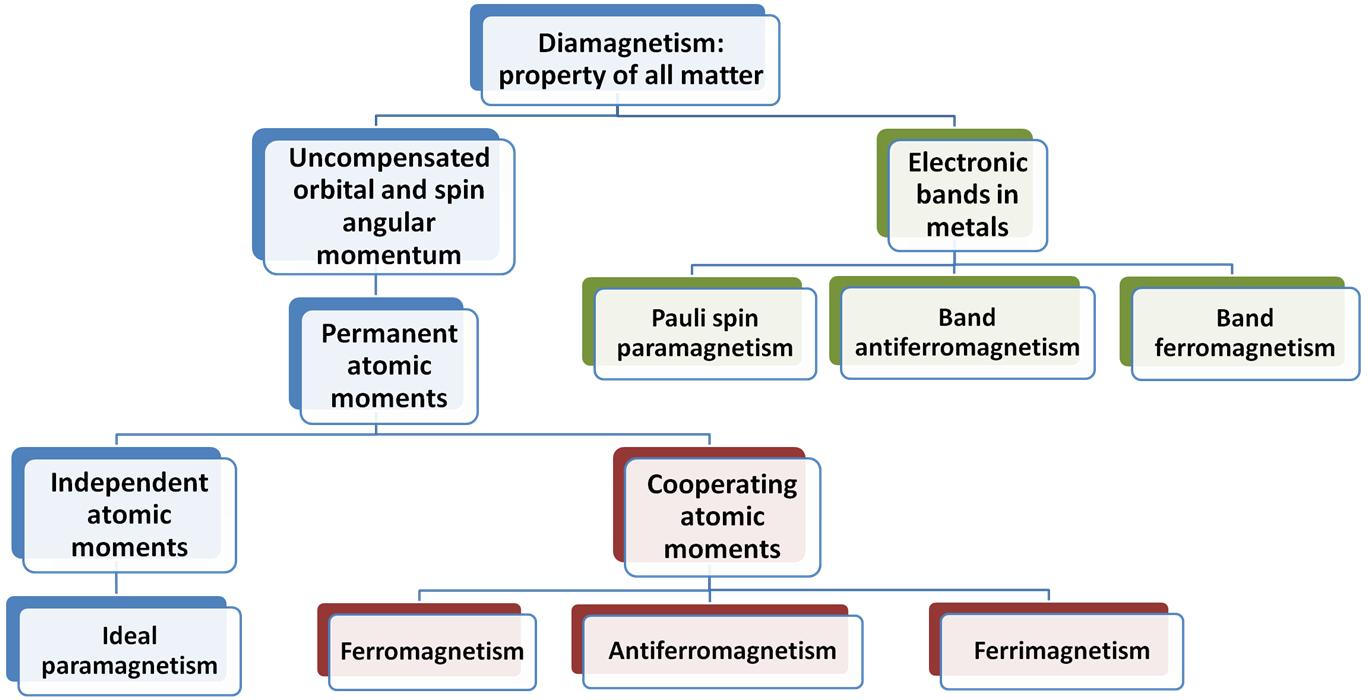
各種不同磁性的級列。

### 抗磁性
抗磁性是物質抗拒外磁場的趨向，因此，會被磁場排斥。所有物質都具有抗磁性。可是，對於具有順磁性的物質，順磁性通常比較顯著，遮掩了抗磁性。只有純抗磁性物質才能明顯地被觀測到抗磁性。例如，惰性氣體元素和貴金屬元素（金、銀、銅等等）都具有顯著的抗磁性。當外磁場存在時，抗磁性才會表現出來。假設外磁場被撤除，則抗磁性也會遁隱形跡。
在具有抗磁性的物質裏，所有電子都已成對，內秉電子磁矩不能集成宏觀效應。抗磁性的機制是電子軌域運動，用經典物理理論解釋如下：
由於外磁場的作用，環繞著原子核的電子，其軌域運動產生的磁矩會做拉莫爾進動，從而產生額外電流與伴隨的額外磁矩。這額外磁矩與外磁場呈相反方向，抗拒外磁場的作用。由這機制所帶來的磁化率與溫度無關，以方程式表達為
{\displaystyle \chi =-\ {\frac {\mu _{0}NZe^{2}}{6m}}\langle r^{2}\rangle } ；
其中，{\displaystyle \mu _{0}} 是磁常數，{\displaystyle N} 是原子數量密度，{\displaystyle Z} 是原子序，{\displaystyle B} 是磁場，{\displaystyle m} 是電子質量，{\displaystyle r} 是軌道半徑。{\displaystyle \langle r^{2}\rangle } 是 {\displaystyle r^{2}} 的量子力學平均值。
特別注意，這解釋只能用來啟發思考。正確的解釋需要依賴量子力學。

### 順磁性

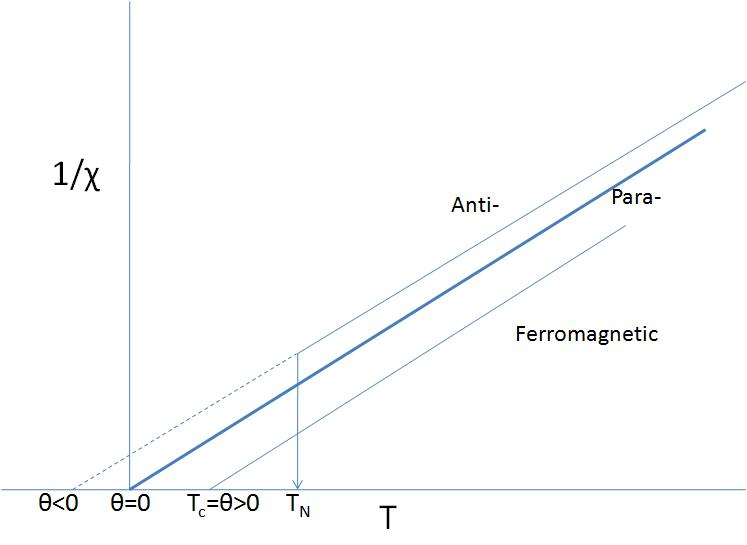
對於順磁性物質、鐵磁性物質、反鐵磁性物質，磁化率與溫度之間的理論關係。

鹼金屬元素和除了鐵、鈷、鎳以外的過渡元素都具有順磁性。在順磁性物質內部，由於原子軌域或分子軌域只含有奇數個電子，會存在有很多未配對電子。遵守包立不相容原理，任何配對電子的自旋，其磁矩的方向都必需彼此相反。未配對電子可以自由地將磁矩指向任意方向。當施加外磁場時，這些未配對電子的磁矩趨於與外磁場呈相同方向，從而使磁場更加強烈。假設外磁場被撤除，則順磁性也會消失無蹤。
一般而言，除了金屬物質以外，順磁性與溫度相關。由於熱騷動（thermal agitation）造成的碰撞會影響磁矩整齊排列，溫度越高，順磁性越微弱；溫度越低，順磁性越強烈。
在低磁場，足夠高溫的狀況，根據居里定律，磁化率 {\displaystyle \chi } 與絕對溫度 {\displaystyle T} 的關係式為
{\displaystyle \chi =C/T} ；
其中，{\displaystyle C} 是依不同物質而定的居里常數。

### 鐵磁性

磁化強度（豎軸）與H場（橫軸）之間的磁滯迴路關係。

在鐵磁性物質內部，如同順磁性物質，有很多未配對電子。由於交換作用（exchange interaction），這些電子的自旋趨於與相鄰未配對電子的自旋呈相同方向。由於鐵磁性物質內部又分為很多磁疇，雖然磁疇內部所有電子的自旋會單向排列，造成「飽合磁矩」，磁疇與磁疇之間，磁矩的方向與大小都不相同。所以，未被磁化的鐵磁性物質，其淨磁矩與磁化向量都等於零。
假設施加外磁場，這些磁疇的磁矩還趨於與外磁場呈相同方向，從而形成有可能相當強烈的磁化向量與其感應磁場。 隨著外磁場的增高，磁化強度也會增高，直到「飽和點」，淨磁矩等於飽合磁矩。這時，再增高外磁場也不會改變磁化強度。假設，現在減弱外磁場，磁化強度也會跟著減弱。但是不會與先前對於同一外磁場的磁化強度相同。磁化強度與外磁場的關係不是一一對應關係。磁化強度比外磁場的曲線形成了磁滯迴線。
假設再到達飽和點後，撤除外磁場，則鐵磁性物質仍能保存一些磁化的狀態，淨磁矩與磁化向量不等於零。所以，經過磁化處理後的鐵磁性物質具有「自發磁矩」。
每一種鐵磁性物質都具有自己獨特的居里溫度。假若溫度高過居里溫度，則鐵磁性物質會失去自發磁矩，從有序的「鐵磁相」轉變為無序的「順磁相」。這是因為熱力學的無序趨向，大大地超過了鐵磁性物質降低能量的有序趨向。根據居里-外斯定律，磁化率 {\displaystyle \chi } 與絕對溫度 {\displaystyle T} 的關係式為
{\displaystyle \chi =C/(T-T_{c})} ；
其中，{\displaystyle T_{c}} 是居里溫度（採用絕對溫度單位）。
假設溫度低於居里溫度，則根據實驗得到的經驗公式，
{\displaystyle \Delta M(T)/M_{0}=\beta T^{3/2}} ；
其中，{\displaystyle \Delta M(T)=M(T)-M_{0}} 是磁化強度差，{\displaystyle M(T)} 與 {\displaystyle M_{0}} 是物質分別在絕對溫度 {\displaystyle T} 與 {\displaystyle 0K} 的磁化強度，{\displaystyle \beta } 是依物質而定的比例常數。
這與布洛赫溫度1.5次方定律（Bloch T3/2 law）的理論結果一致。
鎳、鐵、鈷、釓與它們的合金、化合物等等，這些常見的鐵磁性物質很容易做實驗顯示出其鐵磁性。

#### 磁疇

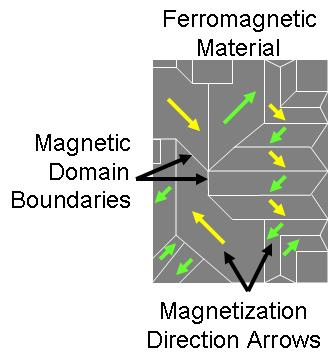
鐵磁性物質內部的磁疇。磁化強度以帶箭頭綠色或黃色直線表示。

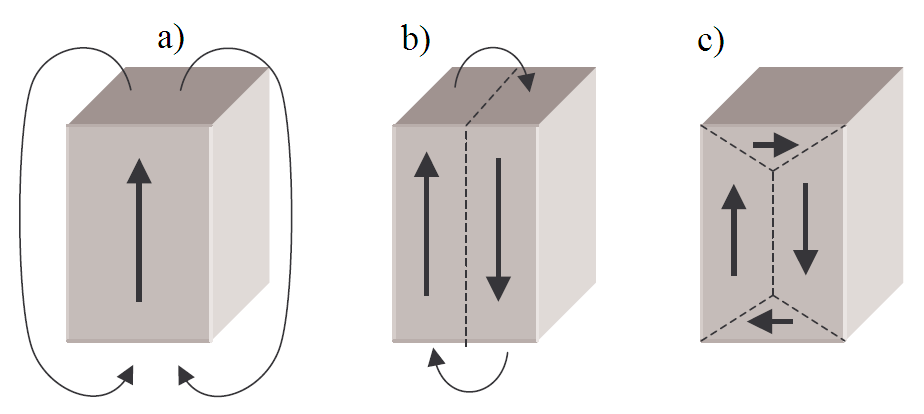
不同種類的磁疇：a）單獨磁疇。b）兩個異向磁疇。c）多個磁疇，最小能量態。磁疇所生成的磁場以帶箭頭細曲線表示。磁化強度以帶箭頭粗直線表示。

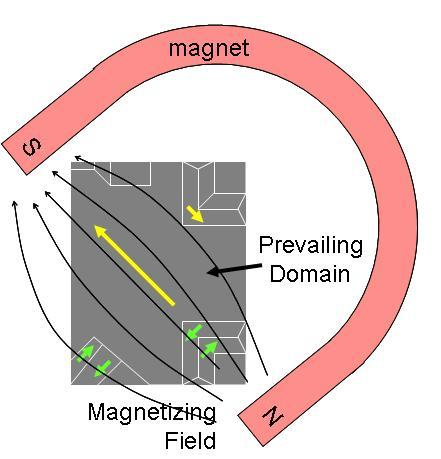
外磁場作用於磁疇所產生的效應。外磁場以帶箭頭粗直線表示。磁化強度以帶箭頭綠色或黃色直線表示。

在鐵磁性物質內部，由於原子的磁矩不等於零，每一個原子的表現就好似微小的永久磁鐵。假設聚集於一個小區域的原子，其磁矩都均勻地同向平行排列，則稱這小區域為磁疇或外斯疇（Weiss domain）。使用磁力顯微鏡（magnetic force microscope），可以觀測到磁疇。
磁疇的存在是能量極小化的後果。這是物理大師列夫·朗道和葉津·李佛西茲（Evgeny Lifshitz）提出的點子。假設一個鐵磁性長方體是單獨磁疇（右圖a），則會有很多正磁荷與負磁荷分別形成於長方塊的頂面與底面，從而擁有較強烈的磁能。假設鐵磁性長方塊分為兩個磁疇（右圖b），其中一個磁疇的磁矩朝上，另一個朝下，則會有正磁荷與負磁荷分別形成於頂面的左右邊，又有負磁荷與正磁荷相反地分別形成於底面的左右邊，所以，磁能較微弱，大約為圖a的一半。假設鐵磁性長方塊是由多個磁疇組成（右圖c），則由於磁荷不會形成於頂面與底面，只會形成於斜虛界面，所有的磁場都包含於長方塊內部，磁能更微弱。這種組態稱為「閉磁疇」（closure domain），是最小能量態。
如左圖所示，將鐵磁性物質置入外磁場，則磁疇壁會開始移動，假若磁疇的磁矩方向與外磁場方向近似相同，則磁疇會擴大；反之，則會縮小。這時，假若關閉磁場，則磁疇可能不會回到原先的未磁化狀態。鐵磁性物質已被磁化，形成永久磁鐵。
假設磁化足夠強烈，所有會擴大的磁疇吞併了其它磁疇，結果只剩下單獨一個磁疇，則此物質已經達到磁飽和。再增強外磁場，也無法更進一步使物質磁化。
假設外磁場為零，現將已被磁化的鐵磁性物質加熱至居里溫度，則物質內部的分子會被大幅度熱騷動，磁疇會開始分裂，每個磁疇變得越來越小，其磁矩也呈隨機方向，失去任何可偵測的磁性。假設現在將物質冷卻，則磁疇結構會自發地回復，就好像液體凝固成固態晶體一樣。

### 反鐵磁性

反鐵磁性的有序排列

在反鐵磁性物質內部，相鄰價電子的自旋趨於相反方向。這種物質的淨磁矩為零，不會產生磁場。這種物質比較不常見，大多數反鐵磁性物質只存在於低溫狀況。假設溫度超過奈爾溫度，則通常會變為具有順磁性。例如，鉻、錳、輕鑭系元素等等，都具有反鐵磁性。
當溫度高於奈爾溫度 {\displaystyle T_{N}} 時，磁化率 {\displaystyle \chi } 與溫度 {\displaystyle T} 的理論關係式為
{\displaystyle \chi ={\frac {2C}{T+T_{N}}}} 。
做實驗得到的經驗關係式為
{\displaystyle \chi ={\frac {2C}{T+\theta }}} ；
其中，{\displaystyle \theta } 是依物質而定的常數，與 {\displaystyle T_{N}} 差別很大。
理論而言，當溫度低於奈爾溫度 {\displaystyle T_{N}} 時，可以分成兩種狀況：
- 假設外磁場垂直於自旋，則垂直磁化率近似為常數 {\displaystyle \chi _{\perp }\approx C/T_{N}} 。
- 假設外磁場平行於自旋，則在絕對溫度0K時，平行磁化率為零；在從0K到奈爾溫度 {\displaystyle T_{N}} 之間，平行磁化率會從 {\displaystyle \chi _{\parallel }(0)=0} 平滑地單調遞增至 {\displaystyle \chi _{\parallel }(T_{N})=C/T_{N}} 。

### 亞鐵磁性

亞鐵磁性的有序排列

像鐵磁性物質一樣，當磁場不存在時，亞鐵磁性物質仍舊會保持磁化不變；又像反鐵磁性物質一樣，相鄰的電子自旋指向相反方向。這兩種性質並不互相矛盾，在亞鐵磁性物質內部，分別屬於不同次晶格的不同原子，其磁矩的方向相反，數值大小不相等，所以，物質的淨磁矩不等於0，磁化強度不等於零，具有較微弱的鐵磁性。
由於亞鐵磁性物質是絕緣體。處於高頻率時變磁場的亞鐵磁性物質，由於感應出的渦電流很少，可以允許微波穿過，所以，可以做為像隔離器、循環器、回旋器等等微波器件的材料。
由於組成亞鐵磁性物質的成分必需分別具有至少兩種不同的磁矩，只有化合物或合金才會表現出亞鐵磁性。常見的亞鐵磁性物質有磁鐵礦（Fe3O4）、鐵氧體（ferrite）等等

### 超順磁性
當鐵磁體或亞鐵磁體的尺寸足夠小的時候，由於熱騷動影響，這些奈米粒子會隨機地改變方向。假設沒有外磁場，則通常它們不會表現出磁性。但是，假設施加外磁場，則它們會被磁化，就像順磁性一樣，而且磁化率超大於順磁體的磁化率。

## 磁现象
- 磁滞现象简称磁滞，是指由于磁性体在磁化过程中存在的不可逆性，使磁性体中的磁感应强度B的变化滞后于磁场强度H的变化的物理现象。
- 电磁感应现象是指导体在磁场中运动，或導體处在變化的磁场中，會產生電動勢的物理现象。

## 磁鐵
磁鐵能夠產生磁場，吸引鐵磁性物質如鐵、鎳、鈷等金屬。磁體上磁性最強的部分叫磁極。將條形磁鐵的中點用細線懸掛起來，靜止的時候，它的兩端會各指向地球南方和北方，指向北方的一端稱為指北極或N極，指向南方的一端為指南極或S極。如果將地球想成一塊大磁鐵，則目前地球的地磁北極是指南極，地磁南極則是指北極。磁鐵與磁鐵之間，同極相排斥、異極相吸引。所以，指南極與指南極相排斥，指北極與指北極相排斥，而指南極與指北極則相吸引。
磁鐵可分為「永久磁鐵」與「非永久磁鐵」。永久磁鐵可以是天然產物，又稱天然磁石，也可以由人工製造（最強的磁鐵是釹磁鐵）。非永久性磁鐵，例如電磁鐵，只有在某些條件下才會出現磁性。

### 電磁鐵

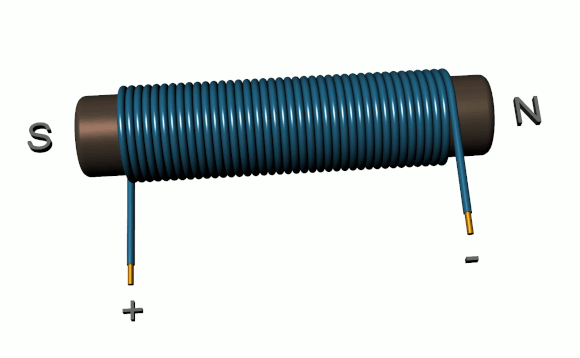
简单的电磁铁

1820年，丹麥物理學家漢斯·奧斯特發現載流導線會產生磁場。而當直流电通過螺線管（线圈）时，會在螺線管之內製成均勻磁場。如果在螺線管的中心置入鐵磁性物質（铁芯），被磁化后的鐵磁性物質會大大增強磁場。因此，电磁铁一般由環繞鐵芯的線圈構成，電磁鐵所產生的磁場與電流大小、線圈圈數及中心的鐵磁體有關。由於線圈的材料具有電阻，這限制了電磁鐵所能產生的磁場大小，但隨著超導體的發現與應用，將有機會超越現有的限制。
電磁鐵屬非永久磁鐵，可以通过控制电流將其磁性啟動或是消除。不过，由于H場和B場是非線性關係，所以电磁铁断电后仍具有剩磁。电磁铁的应用非常普遍，例如：大型起重機利用電磁鐵將廢棄車輛抬起，自勵式發電機利用剩磁能夠自行啟動等。

### 永久磁鐵

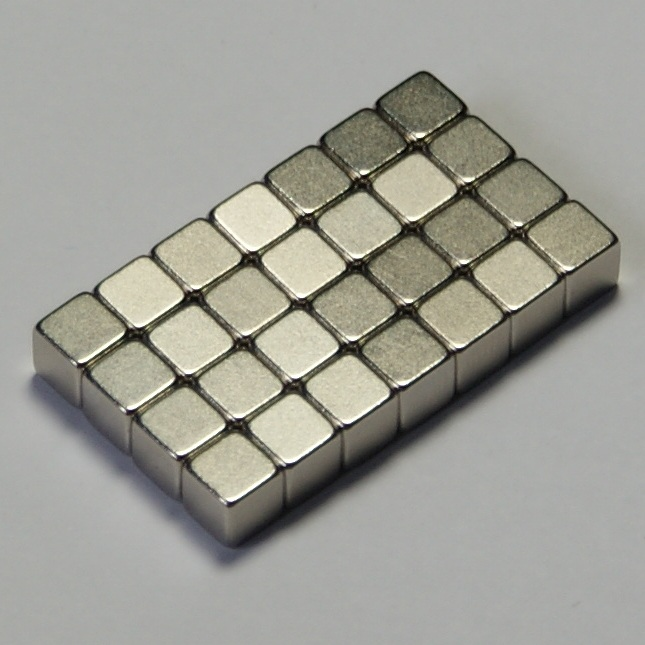
釹鐵硼磁鐵立方體。

永磁鐵能夠長期保持其磁性，可分為天然的磁石（磁铁矿）和人造磁鐵（鋁鎳鈷合金等）。永久磁鐵必須具有寬廣高長的磁滯迴線。這樣，當外磁場為零時，仍舊能夠具有比較強烈的磁化強度；假若要將磁化強度變為零，需要施加比較強烈的外磁場。永磁体按照材料可分為鐵氧體、鋁鎳鈷合金和稀土磁鐵。

## 磁单极子
如果我们将带有磁性的金属棒截断为二，新得到的两根磁棒则会“自动地”产生新的磁场，重新编排磁场的北极、南极，原先的北极南极两极在截断磁棒后会转换成四极各磁棒一南一北。如果继续截下去，磁场也同时会继续改变磁场的分布，每段磁棒总是会有相应的南北两极。而磁单极子，如果真的存在的话，则是完全不同的物体。它是一个完全独立的南极，完全没有跟任何北极链接，或者反之亦然。尽管对磁单极子的系统研究从1931年就开始了，但到目前为止，还没有被观察到，而且非常可能并不存在。
然而，有些理论物理学模型则预言了磁单极子的存在。保罗·狄拉克在1931年断言，因为电场与磁场表现出某種对称性，就像在量子理论预言的正电荷或者负电荷并不需要相反的电荷存在，独立的南极或者北极应该也能被观测到。應用量子理论，狄拉克预言，如果磁单极子如果存在，就可以解释电荷的量子化—就是为何可以观察到基本粒子带电量是电子帶电量的倍数。
一些大统一理论也预言了磁单极子的存在：不同於基本粒子，磁单极子是孤波（局域能量包）。使用这些模型去估计大爆炸中产生的磁单极子的数目，得到的最初結果与对宇宙的观察结果相矛盾—磁单极子是如此的多而巨大，它們甚至可以阻止宇宙的膨胀。然而宇宙暴脹理论（也是这个理论被提出的原因之一）成功地解决了这问题。这个理论建立了一个模型，使得磁单极子在宇宙中存在，但数量极少的能夠与实际观测相符合。